# Corchorus siamensis
Corchorus siamensis är en malvaväxtart som beskrevs av William Grant Craib. Corchorus siamensis ingår i släktet Corchorus och familjen malvaväxter. Inga underarter finns listade i Catalogue of Life.